# Jānis Strazdiņš
Jānis Strazdiņš (ur. 1941) – łotewski lekarz i polityk, były radny Rygi, w latach 2002–2011 i od 2014 poseł na Sejm.

## Życiorys
W 1966 ukończył studia w Ryskim Instytucie Medycznym, następnie zaś kształcił się w Instytucie im. Biechtieriewa w Leningradzie (specjalizacja w anestezjologii, 1967) oraz w Moskiewskim Instytucie Doskonalenia Kwalifikacji Lekarskich (specjalizacja w psychoterapii, 1970). Wykładał w Łotewskim Uniwersytecie Państwowym, następnie zaś w Uniwersytecie Łotewskim. W okresie niepodległości otworzył prywatną praktykę lekarską. Zajmował się również przeciwdziałaniem narkomanii w ramach programu PHARE, następnie był dyrektorem Centrum Przeciwdziałania Narkomanii w Rydze. W latach 1997 i 2001 był wybierany w skład rady miejskiej w Rydze z listy Łotewskiego Związku Rolników. 
W latach 2002, 2006 i 2010 uzyskiwał mandat posła na Sejm z listy Związku Zielonych i Rolników. W kadencjach 2002–2006 i 2006–2010 był przewodniczącym Komisji Oświaty, Kultury i Nauki Sejmu, następnie zaś jej wiceprzewodniczącym. 6 lutego 2014 po trzyletniej przerwie ponownie objął mandat posła.
Zasiada we władzach CP Łotewskiego Związku Rolników.